# Aubignas
Aubignas ist eine französische Gemeinde mit 477 Einwohnern (Stand 1. Januar 2022) im Département Ardèche in der Region Auvergne-Rhône-Alpes. Die Bewohner werden Aubignassiens und Aubignassiennes genannt.

## Geografie
Aubignas liegt im Hinterland der Rhone, das Bergmassiv der Cevennen schließt sich nördlich und östlich der Gemeinde an. Die Gemeinde grenzt an die Nachbarkommunen Le Teil und Alba-la-Romaine. Die nächstgelegene größere Stadt ist Montélimar in zehn Kilometern Entfernung Richtung Südosten.

## Geschichte
Der Fund von Fossilien zeigt, dass der Ort schon in der Steinzeit besiedelt war. In der Antike existierte bereits eine römische Vorsiedlung mit dem Namen Alba Ignea, wahrscheinlich in Besitz des reichen Bürgers Albinus. 1275 wurde der Ort unter der Bezeichnung Albinacium erstmals erwähnt.
Im 14. Jahrhundert gewährten die Verwalter von Adhémar den Bürgern Abgabenfreiheit auf ihren Besitz. Ende des 16. Jahrhunderts eroberten die Protestanten von Villeneuve-de-Berg das befestigte Dorf. Spuren der alten Festungsanlage sind auch heute noch sichtbar.

### Bevölkerungsentwicklung
| Jahr                       | 1962 | 1968 | 1975 | 1982 | 1990 | 1999 | 2007 | 2017 |
| Einwohner                  | 258  | 208  | 230  | 246  | 308  | 337  | 385  | 469  |
| Quellen: Cassini und INSEE |      |      |      |      |      |      |      |      |

## Kultur und Sehenswürdigkeiten
Aubignas ist ein altes, pittoreskes Dorf mit Überresten der Stadtmauer, einem gewölbten Stadttor und vielen verzweigten Gassen. Am Eingangstor wendet sich eine Treppe über die Dächer der Häuser, die die antike Festungsanlage säumen. Die romanische Kirche aus dem 11. Jahrhundert ist für ihre mit Alveolen geschmückte Apsis bekannt.
Die beste Aussicht auf die Gemeinde hat man vom Plateau du Coiron, einem alten Kalksteinfelsen.